# Берег чести
«Берег чести» (англ. Edge Of Honor) — американский художественный фильм режиссёра Майкла Спенса снятый в 1991 году.

## Сюжет
Полуостров Олимпик стал злачным местом для контрабандистов и всякого рода уголовных элементов. От некогда бывшего здесь промышленного рыболовства не осталось и следа.
Несколько скаутов отправляются на полуостров с целью разведки. Они случайно находят тайный склад наполненный оружием…

## В ролях
- Кори Фельдман — Батллер
- Мередит Сэленджер — Алекс
- Скотт Ривз — Люк
- Кен Дженкинс — Бо Дабс
- Дон Суэйзи — Ричи
- Кристофер Ним — Блэйд
- Бенджамин Трой — Джэйсон
- Алекс «Саша» Уокап — Эрик
- Марк Чамберлен — Дел Бронсон
- Кэрол Аппель — Альма Бронсон